# Зорица Златић Ивковић
Зорица Златић Ивковић (Нови Пазар, 9. новембра 1949) српска је историчарка уметности.
Дипломирала је 1975. године на Филозофском факултету у Београду, на катедри за историју уметности – музеолошки смер. Дипломски рад Зидно сликарство XIV века у манастиру Зрзе, одбрањен код академика Војислава Ј. Ђурића. Као најбољи дипломски рад из области националне уметности 1975. године, награђен је Наградом Спомен збирке Павла Бељанског у Новом Саду. У периоду од 1975. до 1978. године похађала је постдипломске студије на катедри за националну уметност средњег века на Филозофском факултету.

## Биографија
Радила је, истовремено, као преводилац за енглески и француски језик у дистрибутерској кући „Морава филм” у Београду током 1975. године и у Институту за историју уметности на пословима библиотеке и размене публикација током 1976. и 1977. године. Учествовала је 1972. године у теренском раду на ископавању цркава у Шћепан Пољу и Заграђу на саставцима река Пиве и Таре, у оквиру пројекта САНУ којим је руководио академик Војислав Ј. Ђурић. Више година је учествовала у теренском раду на пројекту Ктиторски натписи на фрескама од средњег века до краја XVII на Косову и Метохији и у Македонији, од 1973. до 1978. године. Током лета 1975, 1976. и 1977. године радила на копирању даровне ктиторске повеље у портику цркве манастира Жиче и са Ј. Проловић урадила њено читање и реконструкцију, такође у оквиру пројекта ктиторских натписа којим је руководио академик Гојко Суботић.
Од 1978. до 1990. године била је запослена у Заводу за заштиту споменика културе у Краљеву. Радила је на пословима истраживања, документације, заштите и презентације споменика културе (архитектуре, сликарства, предмета примењене уметности). Учествовала је у радовима на чишћењу и конзервацији живописа и иконописа у црквама Светог Николе у Јежевици, у манастиру Никољу у Овчар Бањи, црквама Светог Николе у Брекову и Брезови, манастиру Враћевшници, цркви Светих арханђела у Гучи (иконостас), цркви Вазнесења у Чачку (иконостас) и многим другим. Током редовних теренских истраживања урадила документацију сакралног наслеђа Рашке области, ужичког и златиборског краја, Рудника и Полимља која је касније била веома драгоцена у њеном даљем стручном раду и публиковању.
Почетком 1990. године, у току рада на истраживањима, конзервацији цркве Светих апостола Петра и Павла у Сирогојну и рестаурацији иконостаса, одлучује да напусти град и са породицом се трајно настани у селу Сирогојну прихватајући позив да преузме бригу о културном добру и оснивању Музеја на отвореном „Старо село”. Током наредне две године запослена је у друштвеном предузећу „Сирогојно” на пословима припрема и организације издвајања и оснивања музеја на отвореном. По окончању сложене процедуре и оснивању нове културне институције, од 30. јула 1992. године запослена је у Музеју на отвореном „Старо село” у Сирогојну и све до 2003. године руководи установом као директор, осмишљавајући њен даљи развој и програмске активности у складу са Декларацијом ICOM-а за музеје на отвореном у европским земљама. Надаље ради као руководилац Збирке уметничких дела и музејски саветник. У пензији је од децембра 2014. године.

## Усавршавања и стручни боравци у иностранству
- Енглеска (усавршавање језика и изучавање енглеске скулптуре у алабастеру) 1969. године
- Белгија, усавршавање у области документације и конзервације у Краљевском институту за конзервацију уметничких дела у Бриселу (размена стручњака на нивоу међудржавне сарадње) 1979. године
- Грчка, средњовековни споменици и сарадња са грчким Министарством културе у области организације музеја на отвореном у Грчкој, 1976, 1997, 1999.
- Чешка, Словачка, Аустрија, Румунија, Мађарска и Швајцарска, упознавање и сарадња са музејима на отвореном, 1990, 1997, 2001. године
- Аустрија, студијски боравак и рад на пројектима из историје уметности у Византолошком институту, архивима и Националној библиотеци у Бечу (стипендија Института Јанинеум из Аустрије) 2009. године

## Реализоване сталне музејске поставке
- Учешће у истраживањима и презентацији измештених надгробних споменика Драгачева у Гучи, 1983. године (са Р. Поповић и С. Милошевић)
- У манастиру Никољу, након вишегодишњих истраживања, 1989. године урадила музејску поставку ризнице и презентацију скупине манастира Овчарско-кабларске клисуре.
- Наставила рад на остварењу пројекта музеја на отвореном у Сирогојну (преношење објеката, даљи рад на започетој реализацији сталне поставке и изради пратећих каталога, проспеката и аудио визуелне презентације. 2009/10. године урадила нову, измењену и допуњену сталну поставку у музејским домаћинствима.
- Осмислила и реализовала музејску поставку старе учионице са пратећом изложбом историјата школе у Сирогојну 2007. године.
- Осмислила и реализовала поставку Музеја плетиља и пратећи каталог у оквиру фирме Sirogojno company, у центру Сирогојна, 2008. године.
- Урадила елаборат за заштиту и презентацију етнографске и меморијалне целине окућнице Секуле Ћалдовића Кнежевића у Сирогојну, 2009. године.

## Реализоване изложбе
- Заштитни радови на споменицима културе 1965-1980, изложба и каталог, Врњачка Бања 1980. године
- Павле Поповић, слике, изложба и каталог, Матарушка Бања 1982. године
- Данка Прибаковић, слике, изложба и каталог, Галерија Краљево 1985. године
- Драган Ћирковић, ретроспективна изложба слика, цртежа и скулптура, као и каталог, Галерија „Надежда Петровић”, Чачак 1986. године
- Владимир Митровић, ретроспективна изложба слика, цртежа и скулптура, Културни центар Београда и Музеј „Старо село” у Сирогојну, изложба и каталог, 1996. године
- Миљана Драшковић, слике и пастели, изложба и каталог, Музеј „Старо село”, Сирогојно, Галерија Архива Војводине, Нови Сад 1998. године
- Љубинка Митровић Милић, слике, изложба и каталог, Галерија Завичајног музеја, Крагујевац 2003. године
- Графика из Збирке уметничких дела Музеја на отвореном „Старо село” у Сирогојну, Сирогојно 2005, изложба и каталог.
- Милоје Марковић, Трезори древности, слике, изложба и каталог, Музеј на отвореном „Старо село”, Сирогојно 2006. године
- Стеван Олујић Добре, дрворезбар, изложба и каталог, Музеј на отвореном „Старо село”, Сирогојно 2006. године
- Мозаик, Збирка уметничких дела из Фонда Музеја „Старо село”, Сирогојно 2006, стална изложбена поставка и каталог збирке
- Христос Васкрсе, иконе Данице Шишовић и Бојане Дабић, изложба и каталог, Музеј на отвореном „Старо село”, Сирогојно 2007. године
- Завет, слике на свили Војислава Станојчића, изложба и каталог, Музеј на отвореном „Старо село”, Сирогојно 2007. године
- Чувар завичајних прича, фотографије Станка Костића, изложба и каталог, Музеј на отвореном „Старо село“, Сирогојно 2007. године
- , слике, изложба и каталог, Музеј на отвореном „Старо село”, Сирогојно 2007. године
- Дарови радости, колажи Загорке Стојановић, изложба и каталог, Музеј на отвореном „Старо село” у Сирогојну, Сирогојно 2008.
- Воденице и воденичари, изложба цртежа из путописног дневника Милутина Дедића, изложба и каталог, Сирогојно 2008. године
- Слике, Збирка слика из Фонда уметничких дела Музеја, Сирогојно 2008.
- Фотографија, Збирка фотографија из Фонда уметничких дела Музеја, Сирогојно 2009. године
- Дрво живота, изложба и каталог са Н. Крстовић, Сирогојно 2010.
- Христос Васкрсе, циклус васкршњих празника, Сирогојно 2010, изложба и каталог у електронској форми (са Н. Крстовић и Д. Цицварић)
- Христос се роди, циклус божићних празника, Сирогојно 2011, изложба и каталог у електронској форми (са Ј. Тоскић и Д. Цицварић)
- Из времена прошлих за времена будућа, Сирогојно 2011, изложба и каталог (са М. Ивковић)
- Цртежи архитеката Зорана Б. Петровића. Ранка Финдрика и Николе Дудића, Збирка цртежа из Фонда уметничких дела Музеја, Сирогојно 2011/12.
- Мандорла једне иконе, изложба таписерија Загорке Стојановић са пратећим каталогом, Сирогојно 2013.[2]
- Манастири и цркве златиборске области, изложба и каталог, Сирогојно 2013.

## Научни скупови, саветовања, семинари
- Учешће на Научном скупу „Сеоски дани Сретена Вукосављевића” у Пријепољу, 1991. година, рад: Музеј под отвореним небом „Старо село“ у Сирогојну
- САНУ, Београд 1991, научни скуп „Српско село”, рад: Ревитализација села и музеји на отвореном.
- Учешће на Конгресу Асоцијације жена југоисточне Европе у Солуну 1976. године и излагање са темом: Могућности ревитализације руралних подручја – пример Сирогојна и кандидовање Сирогојна за награду UNESCO (додељена исте године упркос рату на Балкану)
- Учешће на Конгресу Асоцијације жена југоисточне Европе у Никозији, на Кипру 1978. године, излагање са темом: Значајни културно-историјски споменици у руралним регијама – Златиборска област.
- Учешће на Конгресу Асоцијације музеја на отвореном Европе, Рожнов под Радхошчем, Чехословачка, 1990. године са темом: Музеј „Старо село“ у Сирогојну, на Златибору. (Исте године Музеј је примљен у чланство ове Асоцијације)
- Учешће на Научном скупу Краљеву, 2000. године са темом: Откопани фрагменти жичког зидног сликарства
- Полимље, Завичајни музеј у Пријепољу, Научни скуп Материјална цивилизација и духовни живот Полимља од средњег века до новијег времена, 2004. са темом: Бјелопољске цркве као исходиште уметничких токова у 18. веку.
- Учешће на Научном скупу Шћепан Поље и његове светиње кроз вјекове, Плужне 2006. године, са темом: Сећања на ископавања цркве у Шћепан Пољу.
- Учешће на Научном скупу „Теренска истраживања (изазови-резултати-примена)“, (Етнографски институт САНУ и Музеј на отвореном „Старо село”) одржаном у Сирогојну 2009. године са темом: Значај теренских истраживања за настанак и рад музеја на отвореном - Значај музеја на отвореном за будућа теренска истраживања.
- Учешће на Научном скупу „Два века Другог српског устанка”, Горњи Милановац 2015. године.[3]
- Учешће (у улози предавача) на међународним радионицама у неготинској пивници у Рогљеву, у организацији CHWB, Шведска, 2014, 2015. и 2016. године.[тражи се извор]

## Учешће у реализацији документарних филмова
- Као стручни консултант учествовала у вишемесечном снимању серије о фрескама византијских цркава у Македонији редитеља Арсе Јовановића током 1975. године
- Аутор је сценарија и реализације филма о Музеју „Старо село” (са Бранком Станковићем) 1993. године. Филм је награђен исте године на Фестивалу Етнолошког, еколошког и спортског филма на Златибору и Фестивалу етнографског филма у Предеалу у Румунији 1994. године. Приказан је и на фестивалима туристичког филма у Варезеу у Италији и Лисабону у Португалији.
- Аутор је филма „Родовске трпезе” (режија Бранко Станковић) о собрашицама у Доњој Јабланици, снимљеног 1997. године. Филм је награђен исте године на Фестивалу етнографског филма у Прохору Пчињском за најбољу реконструкцију догађаја.
- Аутор је сценарија за филм о Музеју на отвореном који је снимљен 2002. године у режији и реализацији Рајка Каришића.
- Аутор је сценарија за филмове о манастирима Успењу и Никољу у Овчарско-кабларској клисури у реализацији Телевизије Чачак.

## Награде и признања
- Награда Спомен збирке Павла Бељанског у Новом Саду 1975. године за најбољи дипломски рад из области националне уметности.
- Медаља за допринос очувању културног наслеђа поводом јубилеја 150 година заштите споменика културе, Београд 1994. године.
- Пехар Масарикове академије у Чешкој републици за очување и оживљавање старих српских заната, Праг 1998. године.
- Признања Српске православне цркве: Похвала за истраживања, заштиту и презентацију цркве Светих апостола Петра и Павла у Сирогојну 1990. године и Грамата епископа жичког за монографију манастира Успења у Овчарско-кабларској клисури.
- Велика награда Друштва конзерватора Србије за изузетан допринос истраживању, документовању, валоризацији, заштити и популаризацији културног наслеђа у Србији, као и развоју музејске делатности, 2011. година
- Повеља „Михаило Валтровић” за укупан допринос – животно дело – на унапређивању и развијању музејске делатности, 2015. година[8]